# Panótia

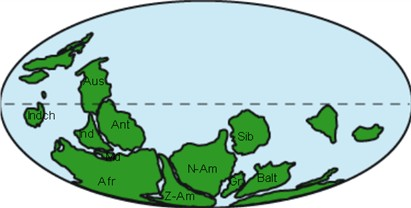
Panótia era centralizado no Polo Sul.

Panótia é um supercontinente hipotético descrito por Ian W. D. Dalziel em 1997. Teria existido entre 600 milhões e 540 milhões de anos, no Proterozoico.
A hipótese desse supercontinente está vinculada à teoria do ciclo supercontinental. Esta foi proposta na década de 1980 por Damian Nance e Tom Worsley, geólogos da Universidade de Ohio, nos Estados Unidos. Segundo ela, na história da Terra ocorreram ciclos de 400 a 500 milhões de anos em que continentes se uniram e depois se separavam. Segundo Damian Nance e Brendan Murphy, Panótia teria se formado em um desses ciclos, mais precisamente há 600 milhões de ano, situando-o entre a formação e fragmentação de Rodínia (existente há 1,1 bilhão de anos) e de Colúmbia (existente entre 1,8 e 1,5 bilhão de anos atrás).

## Formação da Panótia
O supercontinente Rodínia começou a se separar entre 750 e 720 milhões de anos. De 630 a 550 Ma, os continentes restantes e fragmentos de crosta se separaram, de modo que Laurentia também foi isolada. Os fragmentos, no entanto, já começaram a se reagrupar nesse período até o último supercontinente neoproterozóico Pannotia, também chamado de Grande Gonduana ou Gondwanaland.
A formação de Pannotia foi moldada pela Orogenia Panafricana, que ocorreu na maioria das massas de terra na faixa de Gonduana. Após os processos anteriores de decaimento e colisão do Neoproterozóico de cerca de 780 milhões de anos, um grande número de cadeias de montanhas se desenvolveu quando os oceanos ao redor dos continentes e crátons começaram a se fechar.
Já durante a formação da Orogenia da África Oriental, a Rodínia começou a se partir há 750 milhões de anos com o acréscimo de terrenos ao Escudo Árabe-Núbio  e o desdobramento do cinturão moçambicanoincluindo a formação de Madagáscar como resultado de colisões continentais na costa leste da África. Esses processos duraram até cerca de 550 milhões de anos.
Um segundo estágio começou entre cerca de 600 e 530 milhões de anos. Foi dominado pela colisão da Índia (Índia com NE-Madagáscar, Sri Lanka e Seychelles), Austrália com a Antártica Oriental e os crátons Congo-São Francisco.  e o Kalahari. Então o cinturão orogênico Kuunga nasceu.. Este cinturão contém vários orógenos africanos entre os crátons Congo-São Francisco e Kalahari, unindo o cinturão de Moçambique ao sul do cinturão de Moçambique e tendendo para oeste até o extremo oeste do cráton Congo-São Francisco. Na Antártica Oriental, cadeias de montanhas se formaram na Terra da Rainha Maud ao longo da costa oeste.
Na banda leste da América do Sul, a Orogenia Brasiliana em vez disso, por exemplo,durante a Dom Feliciano e a Ribeira Cordilheiras formadas, resultantes da colisão entre as vertentes ocidentais dos crátons africanos Congo-São Francisco e Kalahari e as áreas orientais dos crátons sul-americanos Amazônia e Rio da Prata.Os orógenos também se formaram na Índia e no Sri Lanka.
Entre 650 e 630 Ma, o cráton Congo-São Francisco colidiu com o metacráton do Saara, África Ocidental,com a Amazônia (escudo amazônico). O Escudo Árabe-Núbio estava se aproximando do Metacráton Saara. O Oceano de Moçambique entre a costa leste da África, Austrália com a Antártica e a Índia começou a fechar. A Amazônia ainda estava conectada ao lado sudoeste de Laurentia e Báltica, No lado noroeste de Laurentia estavam os crátons Kalahari e o cráton Rio da Prata ainda ancorado. Essas massas de terra estavam no sul subtropical a baixas latitudes. Sibéria (ou Angara) e o cráton Norte da China haviam se separado de Laurentia e agrupado ao longo do equador. Sul da China,Austrália com a Antártica Oriental, a Índia e o Bloco Tarim foram desconectados em latitudes tropicais e subtropicais do norte.
Por volta de 600 Ma, os crátons Congo-São Francisco e o Rio da Prata, ainda associado à Laurentia, colidiram. Uma fenda começou a se formar entre a Laurentia e a Amazônia, causando a separação completa de cerca de 570 milhões de anos. Baltica já havia se separado de Laurentia. Essa configuração agora estava em latitudes médias a baixas do sul: Índia, Austrália com a Antártica Oriental, o Bloco Tarim, Kalahari, Sibéria e norte da China foram localizados individualmente nas latitudes equatoriais do norte.
Há 550 milhões de anos, o Escudo Árabe-Núbio se fundiu com o Metacráton Saara, fechando o Oceano de Moçambique nessa área. O cráton Kalahari aproximou-se dos crátons Congo-São Francisco e Rio da Prata. Isso concluiu o fechamento do Oceano Adamastor.
O Gonduana Ocidental havia se formado completamente e derivou mais para o sul, deixando a Amazônia tangente ao Pólo Sul.
Báltica derivou para latitudes centro-sul e foi adjacente à Sibéria e Laurentia. A Índia havia se desviado para a Austrália com a Antártida Oriental e o Bloco Tarim. Como os crátons do Norte e do Sul da China, estes estavam localizados em latitudes tropicais a subtropicais do norte.
Entre 540 e 530 milhões de anos, a Austrália com a Antártica Oriental e a Índia com o Bloco Tarim, coletivamente referido como  Gonduana Oriental, colidiu com o anteriormente formado Gonduana Ocidental. Isso deu origem ao grande continente Gonduana.
O Gonduana Ocidental estava nas latitudes médias a baixas do sul, enquanto o Gonduana Oriental estava agrupado ao redor do equador. Laurentia, Sibéria e Báltica não estavam relacionadas às latitudes centro-sul. Os crátons do Norte e do Sul da China migraram para as zonas tropicais do norte para as zonas subtropicais perto da Austrália. Juntamente com Gonduana, esta configuração continental é chamada Panótia, também Grão-Gonduana ou Continente Vendiano.

## Panótia se desintegra
A acreção das massas continentais para Panótia foram breves e de cerca de 540 a 530 Ma já caracterizada por se afastar novamente em alguns lugares, em que Laurentia, Sibéria e Báltica se afastaram de Gonduana.
Pannotia estava cercada pelo oceano Panthalassa que abarcava o mundo.

## Clima
Os orógenos nos continentes e crátons tiveram uma clara influência nas condições de fluxo na Atmosfera e no oceanoe. Em particular, o cinturão da África Oriental com as cordilheiras adjacentes da Antártica (Supermontanhas Transgondwânicas  )formou uma barreira de aproximadamente 8.000 km de comprimento e, comparável às atuais Andes e Montanhas Rochosas.
No Criogeniano, entre cerca de 660 e 635 Ma, uma Idade do Gelo prevaleceu em todo o mundo, a Idade do Gelo Maroniana. A Terra Bola de Neve se formou pela segunda vez dentro do Proterozóico. Sedimentos glaciais tais como diamictita, bem como reconstruções paleomagnéticas apontam claramente para glaciações até a proximidade do equador .

## Desenvolvimento faunístico evolutivo
As enormes mudanças geológicas e climáticas criaram condições ambientais diversas e seriamente alteradas. As montanhas forneceram grandes quantidades de sedimentos, o que expandiu significativamente as plataformas oceânicas e, portanto, novos habitats potenciais. A carga de sedimentos também forneceu uma fonte muito rica de nutrientes para a vida marinha. Também aumentou o oxigênio na atmosfera.
Em particular, o fim da Idade do Gelo Maroniana desencadeou o início dos processos evolutivos faunísticos, nos quais o intemperismo das rochas aumentou significativamente e, assim, colocou em movimento processos físicos e químicos na atmosfera e nos mares. As temperaturas subiram globalmente.
Entre 580 e 540 milhões de anos, comunidades peculiares, a Fauna Ediacara, desenvolveram-se em mares rasos e quentes perto da costa, mas também em zonas mais profundas e frias do mar. O desenvolvimento evolutivo da fauna teve o seu início importante para a história evolutiva na Terra. Essas criaturas da fauna ediacarana não se assemelham em nada ou apenas a animais um pouco posteriores. As faunas ediacaranas eram principalmente unicelulares, mas os primeiros multicelulares já foram identificados. Animais superiores não são conhecidos, mas eucariotas (criaturas com núcleos celulares) foram bem desenvolvidos desde o início.
Com a conclusão do Proterozóico na virada do Cambriano, os muitos clados do reino animal pareciam já estabelecidos como num rumo evolutivo para a Explosão Cambriana que se seguiria.